# Venloosch Wit
Venloosch Wit is een Nederlands witbier dat wordt gebrouwen bij Bierbrouwerij Lindeboom in Neer.
Het is een lichtgeel bier, met een alcoholpercentage van 5,5%. Venloosch Wit werd in op de markt gebracht ter gelegenheid van de heropening van het oudste café-restaurant van Venlo "De Gouden Tijger", op donderdag 17 juli 2003. Aanvankelijk werd het bier alleen afgevuld op vat maar later werd het ook op fles afgevuld. In 2020 won goud op de 6e editie van de Dutch Beer Challenge in de categorie "Tarwe-/Granenbier: Witbier". In 2022 werd ook een alcoholvrije variant uitgebracht "Venloosch Wit 0.0%".

## Variant
Venloosch Wit is een variant op het sinds 2001 gebrouwen (en van oorsprong uit 1753 stammende) Venloosch Alt. 